# 1518
Évszázadok: 15. század – 16. század – 17. század
Évtizedek: 1460-as évek – 1470-es évek – 1480-as évek – 1490-es évek – 1500-as évek – 1510-es évek – 1520-as évek – 1530-as évek – 1540-es évek – 1550-es évek – 1560-as évek
Évek: 1513 – 1514 – 1515 – 1516 –  1517 – 1518 – 1519 – 1520 – 1521 – 1522 – 1523

## Események

### Határozott dátumú események
- március 2. – II. Lorenzo de’ Medici Amboise-ban nőül veszi Madeleine de la Tour d’Auvergne-t.
- március 22. – V. Károly engedélyezi Magellán Föld körüli útját.[1]
- április 26. – A heidelbergi disputa(wd). (Az ágostonos kongregáció gyűlésén Luther Márton lehetőséget kapott nézeteinek ismertetésére, elsősorban a kiközösítésről.)[2][3]
- október 12–14. – Augsburgban Tommaso Cajetan De Vio pápai legátus hallgatja ki a kúria elé idézett Luthert, aki megtagadja tézisei visszavonását, és október 22-én megszökik a városból.[3][4]
- október 25. – Tommaso Cajetan De Vio felszólítja III. Frigyes szász választófejedelmet, hogy az eretnek Luthert szolgáltassa ki Rómának vagy utasítsa ki birodalmából; ezt Frigyes december 8-án elutasította.[5]

### Határozatlan dátumú események
- az év közepe – Albert mainzi érsek és a domonkos szerzetesrend feljelenti Luther Mártont X. Leó pápánál, aki azonban – az Ágoston-rendiek és a domonkosok civódásának tartva – nem akar komolyan foglalkozni az üggyel, de I. Miksa császár közbenjárására mégis arra kötelezi, hogy jelenjen meg a pápai bíróság előtt.[3]
- az év folyamán – Gyulán fürdőt építenek, amit később a törökök továbbfejlesztettek. (Ez a 17. században többször is leégett, végül eredeti céljaira nem is építették újjá. 1832-ben emeletet húztak rá és iskola lett.)[6]

## Születések
- április 22. – Antoine de Bourbon francia arisztokrata, Navarra társuralkodója, a vallásháborúk többször pártot cserélt hadvezére († 1562)
- szeptember 29. – Jacopo Tintoretto olasz festő († 1594)

## Halálozások
- augusztus 16. – Loyset Compère, francia zeneszerző (* 1445)
- augusztus 27. – Ifjabb Aragóniai Johanna, nápolyi királyi hercegnő, majd házassága révén nápolyi királyné (* 1478)
- november 20. – Pierre de la Rue, francia-flamand reneszánsz zeneszerző és énekes (* 1452)
- november 24. – Vannozza de Cattanei, Cattanei grófnője, VI. Sándor pápa egyik szeretője (* 1442)
- december 5. – Gian Giacomo Trivulzio, itáliai arisztokrata és zsoldosvezér, Franciaország marsallja (* 1440 vagy 41)

Bizonytalan dátum
- Kabir, indiai misztikus költő (* 1440)
- Arudzs Barbarossa, ottomán kalóz (* 1474 körül)